# Ratpenat de Keays
El ratpenat de Keays (Myotis keaysi) és una espècie de ratpenat de la família dels vespertiliònids que es troba a Sud-amèrica i Meso-amèrica. És proper a M. riparius i M. ruber.